# Брезје при Липоглаву
Брезје при Липоглаву (словен. Brezje pri Lipoglavu) је насељено место у саставу градске општине Љубљана, Средњесловенска регија, Словенија.

## Историја
До територијалне реорганизације у Словенији била је у саставу града Љубљане, односно старе општине Мосте-Поље.

## Територијална организација и припадност насеља
| Бреша                | Бреша                                       | Бреша                                                                  | Бреша                                     |
| Пописна година       | Држава/Крунска земља                        | Политички округ (округ, округ) / Судски округ (округ, округ) / општина | Насеља и делови насеља (број становника)  |
| -------------------- | ------------------------------------------- | ---------------------------------------------------------------------- | ----------------------------------------- |
| 1869                 | Аустроугарска, Аустријско царство / Крањска | Љубљана / Љубљана / Добруње                                            | Бреша (37)                                |
| 1880                 | Аустроугарска, Аустријско царство / Крањска | Љубљана / Љубљана / Добруње                                            | Бреша (39)                                |
| 1890                 | Аустроугарска, Аустријско царство / Крањска | Љубљана / Љубљана / Добруње                                            | Брезје (са самостојећом кућом Шмик ) (43) |
| 1900                 | Аустроугарска, Аустријско царство / Крањска | Љубљана / Љубљана / Добруње                                            | Брезје (54): Брезје (44), Шмик (10)       |
| 1910                 | Аустроугарска, Аустријско царство / Крањска | Љубљана / Љубљана / Добруње                                            | Брезје (47): Брезје (38), Шмик (9)        |
| Бреша                |                                             |                                                                        |                                           |
| Пописна година       | Држава/Округ, Бановина                      | Жупанија (округ, округ) / општина                                      | Насеља и делови насеља (број становника)  |
| 1921                 | Краљевина СХС                               |                                                                        |                                           |
| 1931                 | Краљевина Југославија / Бановина Драва      |                                                                        |                                           |
| Брезје при Липоглаву |                                             |                                                                        |                                           |
| Пописна година       | Држава / Република                          | Жупанија (округ, округ) / општина                                      | Насеља и делови насеља (број становника)  |
| 1948                 | ФНРЈ / НР Словенија                         | Љубљана–околица / МНО Добруње–Шостро                                   | Бреша (30)                                |
| 1953                 | ФНРЈ / НР Словенија                         | Љубљана / Шмарје                                                       | Брезје код Липоглава (28)                 |
| 1961                 | ФНРЈ / НР Словенија                         | Љубљана / Мосте–Поље                                                   | Брезје код Липоглава (30)                 |
| 1971                 | СФРЈ / СР Словенија                         | Град Љубљана / Мосте–Поље                                              | Брезје код Липоглава (35)                 |
| 1981                 | СФРЈ / СР Словенија                         | Град Љубљана / Мосте–Поље                                              | Брезје код Липоглава (35)                 |
| 1991                 | СФРЈ / СР Словенија                         | Град Љубљана / Мосте–Поље                                              | Брезје код Липоглава (34)                 |
| Брезје при Липоглаву |                                             |                                                                        |                                           |
| Пописна година       | Држава                                      | општина                                                                | Насеља и делови насеља (број становника)  |
| 2002                 | Словенија                                   | Градска општина Љубљана / округ Шостро                                 | Брезје код Липоглава (67)                 |
| 2011                 | Словенија                                   | Градска општина Љубљана / округ Шостро                                 | Брезје код Липоглава (81)                 |
| 2021                 | Словенија                                   | Градска општина Љубљана / округ Шостро                                 | Брезје код Липоглава (107)                |

Напомена: МНО је скраћеница за Месни народни одбор.

## Становништво
На попису становништва из 2021. године, Брезје код Липоглава је имало 107 становника.
| Број становника према пописима | Број становника према пописима | Број становника према пописима | Број становника према пописима | Број становника према пописима | Број становника према пописима | Број становника према пописима | Број становника према пописима | Број становника према пописима | Број становника према пописима | Број становника према пописима | Број становника према пописима | Број становника према пописима | Број становника према пописима | Број становника према пописима | Број становника према пописима |
| ------------------------------ | ------------------------------ | ------------------------------ | ------------------------------ | ------------------------------ | ------------------------------ | ------------------------------ | ------------------------------ | ------------------------------ | ------------------------------ | ------------------------------ | ------------------------------ | ------------------------------ | ------------------------------ | ------------------------------ | ------------------------------ |
| 1869                           | 1880                           | 1890                           | 1900                           | 1910                           | 1921                           | 1931                           | 1948                           | 1953                           | 1961                           | 1971                           | 1981                           | 1991                           | 2002                           | 2011                           | 2021                           |
| 37                             | 39                             | 43                             | 54                             | 47                             |                                |                                | 30                             | 28                             | 30                             | 35                             | 35                             | 34                             | 67                             | 81                             | 107                            |

Напомена: До 1953 исказивано под именом Брезје.

### Етнички, језички и верски састав

#### Аустроугарска

##### Језички и верски састав
| Година пописа | укупно | Словеначки језик |
| ------------- | ------ | ---------------- |
| 1869          | 37     | n/p              |
| 1880          | 39     | 39 (100%)        |
| 1890          | 43     | 43 (100%)        |
| 1900          | 54     | 54 (100%)        |
| 1910          | 47     | 47 (100%)        |

| Година пописа | укупно | Римокатолици |
| ------------- | ------ | ------------ |
| 1869          | 37     | n/p          |
| 1880          | 39     | 39 (100%)    |
| 1890          | 43     | 43 (100%)    |
| 1900          | 54     | 54 (100%)    |
| 1910          | 47     | 47 (100%)    |

Напомена: Ознака n/p значи да нема података или да информација није наведена.

#### ФНР/СФР Југославија

##### Национални састав
| Брезје код Липоглава          | Брезје код Липоглава          | Брезје код Липоглава          |
| ----------------------------- | ----------------------------- | ----------------------------- |
| 1961. године                  | 1971. године                  | 1981. године                  |
| укупно: 30 Словенци 30 (100%) | укупно: 35 Словенци 30 (100%) | укупно: 35 Словенци 30 (100%) |